# 烏斯韋恰湖 (普斯托什卡區)
56°18′37″N 29°31′37″E / 56.31028°N 29.52694°E
烏斯韋恰湖（俄语：Усвеча），是俄羅斯的湖泊，位於該國西北部，由普斯科夫州負責管轄，處於普斯托什卡區，面積5.9平方公里，集水區面積20.2平方公里，平均水深9米，最大水深25米。